# Gaius Duilius
Gaius Duilius (3. století př. n. l.) byl římským politikem a admirálem zapojeným do první punské války .
O jeho rodinném zázemí nebo rané kariéře toho není moc známo, protože byl novus homo, což znamená, že nepatřil k tradiční rodině římských aristokratů. Podařilo se mu však být roku 260 př. n. l. při vypuknutí první punské války zvolen konzulem. Jako mladší podvelitel patricije Gnaea Cornelia Scipiona Asiny dostal Duilius velení záložní flotily, od které se neočekávalo zapojení do bojových akcí. Nicméně, Scipio Asina byl díky své naivitě zajat v bitvě u Liparských ostrovů, takže se Duilius stal vrchním velitelem. Brzy nato se střetl se zbytkem punské flotily pod velením Hannibala Giskona.
Následující bitva u Mylae byla pro Řím ohromujícím vítězstvím hlavně díky použití palubního háku zvaného corvus. Duilius zajal několik nepřátelských lodí, včetně vlajkové lodi Hannibala Giskona, což bylo prvním římským úspěchem v námořním střetnutí. Duilius byl posléze vyznamenán a byl mu uspořádán triumfální průvod, ve kterém se objevily „zobce“ zajatých kartaginských válečných lodí. Těmi byl později ozdoben tzv. zobcový sloup (columna rostrata C. Duilii), který byl na Duiliovu počest vztyčen na římském fóru.
V roce 258 př. n. l. byl spolu s Luciem Corneliem Scipionem zvolen cenzorem, což byla pro muže jeho původu velmi vzácná pocta. V roce 231 př. n. l. zastával úřad diktátora.

## Lodě
Po Gaiu Duiliovi byly pojmenovány čtyři italské válečné lodě:
- Obrněnec Caio Duilio, který vstoupil do služby v roce 1880, byl považován za nejmocnější bitevní loď na světě
- Bitevní loď Caio Duilio první světové války
- Raketový křižník Caio Duilio, ve službě 1962–1989
- Torpédoborec třídy Orizzonte Caio Duilio, ve službě od roku 2009